# Pantocrator
Pantocrator komt uit het Grieks: παντοκράτωρ.
Παντό(ς) betekent "alle(s)"; en κρἀτωρ "heerser". De term is afkomstig uit de Griekse vertaling van de joods-christelijke Bijbel, het Oude Testament en het Nieuwe Testament en is een aanduiding voor God. De nadruk ligt op de universaliteit en de almacht die aan God worden toegeschreven.

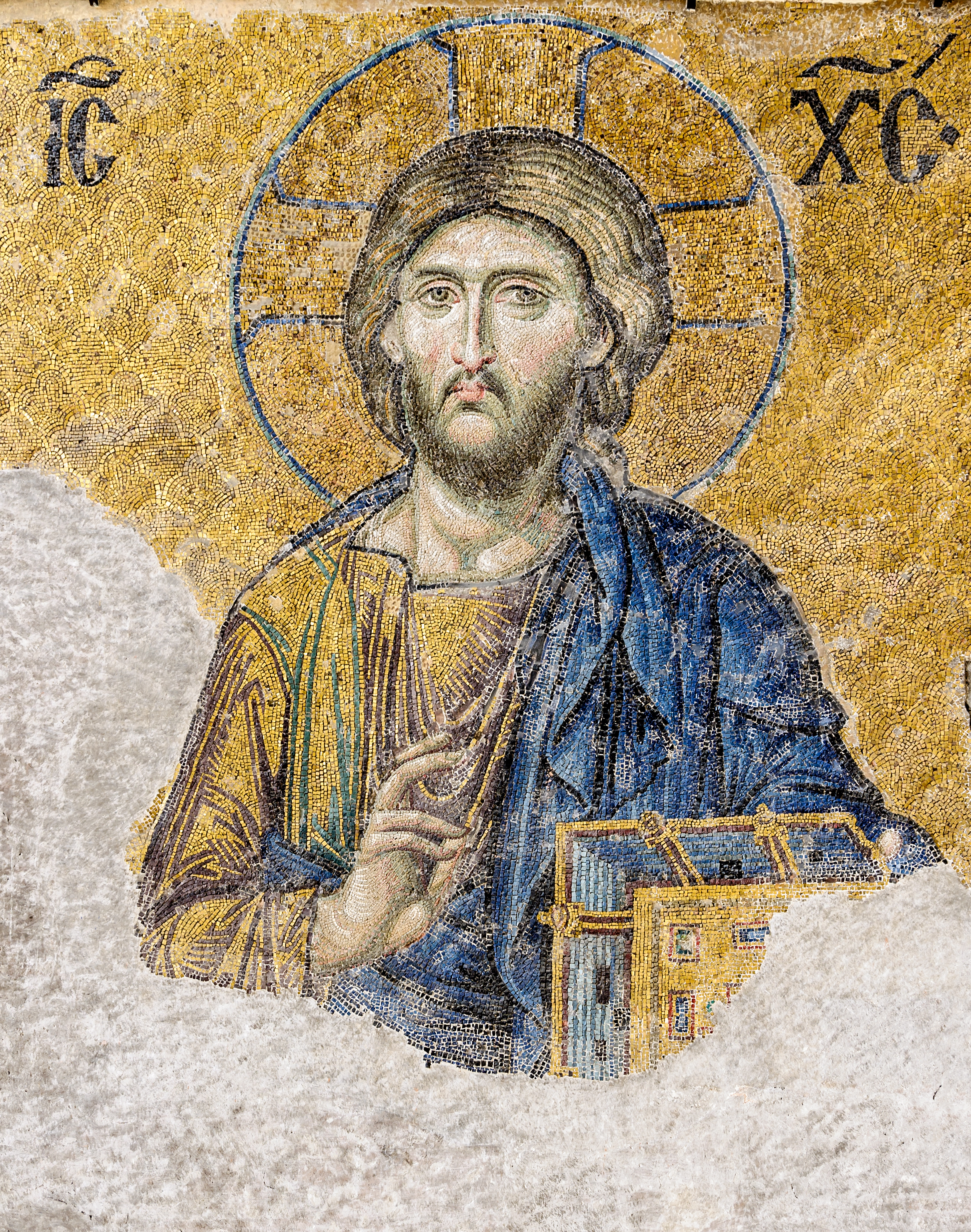
Pantocrator, mozaïek uit de Aya Sofia, Istanboel

In het theologische debat over de goddelijkheid van de Bijbelse Jezus gebruikten de Griekse kerkvaders deze term eveneens voor Christus. Hiermee verzetten ze zich tegen het - in hun ogen - ketterse standpunt van Arius.

## Iconografie
De eerste afbeeldingen van de Pantocrator worden gevonden op Byzantijnse munten uit de tijd van keizer Justinianus (527 - 565). Op deze wijze wordt de idee uitgedrukt dat de keizer de 'vicaris van Christus' is. In de strenge blik van de Pantocrator komt niet alleen de universeel-kosmische heerschappij van Christus tot uitdrukking; als Soeverein van de Byzantijnse keizer geeft Hij ook deze de volmachten van een heerser.
De Pantocrator wordt in Byzantium eveneens afgebeeld op mozaïeken. Deze vindt men onder meer in de Aya Sofia en de Verlosser-in-Chorakerk in Constantinopel (Istanboel). In de basiliek van Monreale is een groot (7m × 13m) mozaïek op de wanden en plafonds in de centrale apsis geplaatst. In de iconenkunst komt dit beeldtype meestal later voor in de loop van de middeleeuwen.
Christus wordt als Pantocrator frontaal weergegeven, met een open of gesloten Evangelieboek in de linkerhand. Met de rechterhand maakt hij een zegenend of vermanend gebaar. De pink en de ringvinger raken de duim, de wijsvinger en de middelvinger zijn licht gekromd in een V. Dit wordt ook het gebaar van de leraar genoemd.
In de aureool rond het hoofd staan dikwijls de letters Ο ΩΝ ("de zijnde" of "Hij, die Is"), naar de eigennaam waarmee God zich aan Mozes kenbaar maakte in de brandende braamstruik (Exodus 3:14). Ook de afkorting ΙϹ ΧϹ van Ιησους Χριστος (Iesous Christos, Jezus Christus) wordt veelvuldig aangebracht.

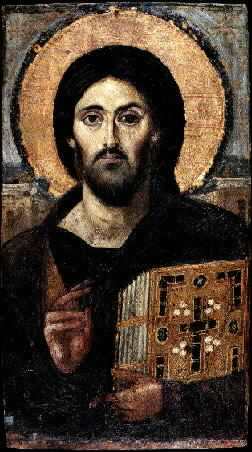
Christus Pantocrator, icoon uit het Katharinaklooster in de Sinaï.

## Interpretatie
De gouden achtergrond symboliseert het goddelijke: het is de voorstelling van het hemelse licht. Jezus draagt een rood of goudkleurig onderkleed en een blauwe mantel. Rood of goud is de kleur van de hemel, van de hemelse liefde, blauw is de kleur van de aarde. Jezus is dus in de eerste plaats goddelijk, maar door zijn menswording heeft God hem met het aardse bekleed.
Met de rechterhand maakt de Pantocrator een gebaar, dat op verschillende manieren kan worden verklaard:
- het is een waarschuwend teken: een vermaning tot luisteren, en tegelijk
- een zegenend gebaar: wijsvinger en middelvinger vormen de letters ΙϹ, duim en ringvinger de letter Χ, de pink weer een Ϲ: samen vormt dat dus het Christusmonogram ΙϹ ΧϹ

Het open evangelieboek laat meestal de tekst lezen "Ik ben de Weg, de Waarheid en het Leven" (Johannes 14:6) of "Ik ben het Licht der Wereld; wie in mij gelooft zal in de Duisternis niet verdwalen" (Johannes 12:46).
In sommige Pantocratoriconen heeft Christus een asymmetrisch gezicht. Dit is een verwijzing naar zijn dubbele natuur (Hij is tegelijk God én mens), en een uitgesproken stellingname tégen de officieel verworpen theorie van het monofysitisme, die stelde dat Jezus géén menselijke natuur had.
De voorstelling van de Pantocrator is erg populair: zij komt voor in de centrale koepel van bijna alle oosters-orthodoxe kerken en in de iconostase-wanden van deze kerken.